# Oyster Bay (Tanzania)
Oyster Bay (o Oysterbay) è una zona residenziale di Dar es Salaam (Tanzania) appartenente al distretto cittadino di Kinondoni. Si affaccia sull'Oceano Indiano ed è rinomata per le sue spiagge. Geograficamente è delimitata dalla costa (a est), da Mawenzi Road a nord, da Ali Hassan Mwinyi a sud e da Ali bin Said Road a ovest.
Originariamente edificata e abitata dai coloni britannici, rimane una zona molto esclusiva, abitata principalmente da Europei impiegati presso le ONG e altre organizzazioni internazionali operanti a Dar es Salaam e dall'élite tanzaniana. 
Il centro dell'area è occupato dal grande centro commerciale Oysterbay Shopping Centre, che è anche sede di numerosi artisti. A Oyster Bay è nato in particolare lo stile pittorico noto come Tingatinga.

## Coco Beach
Coco Beach è una spiaggia sassosa, fra le più rinomate spiagge di Oyster Bay. La spiaggia è rimasta chiusa per qualche anno in seguito a una serie di attacchi ai bagnanti da parte di uno squalo.